# Leo Yaffe
Pour les articles homonymes, voir Yaffe.
Leo Yaffe est un scientifique et professeur québécois né le 6 juillet 1916 et décédé le 14 mai 1997. 
- 1959 - Membre de la Société royale du Canada
- 1988 - Officier de l'Ordre du Canada
- 1990 - Prix Marie-Victorin